# Javier Berasaluce Marquiegui
Javier Berasaluce Marquiegui, né le 4 janvier 1931 à Deba et mort le 8 février 2022 à Vitoria-Gasteiz, est un footballeur espagnol. Il évolue comme gardien de but.

## Biographie
Javier Berasaluce Marquiegui joue successivement dans les équipes suivantes : Deportivo Alavés, Real Madrid CF et Racing de Santander.
Il participe aux sacres du Real Madrid en championnat d'Espagne en 1956, 1957 et 1958.
Il est appelé aussi en équipe d'Espagne de football B pour la Coupe de Méditerranée 1958.